# Восточная провинция (ДР Конго)
Восто́чная (фр. Orientale) — бывшая провинция Демократической Республики Конго, расположенная на северо-востоке страны.
После принятия Конституции 2005 года провинция была разделена на 4 новые провинции: Итури, Верхнее Уэле, Чопо и Нижнее Уэле.
Население провинции — 5 566 000 человек (1998). Население в 2015 году достигло 13 млн человек  Административный центр — город Кисангани.
Более 50 % площади провинции покрыто тропическими лесами. В 1998 году в деревнях Дурба и Ватса среди золотопромышленников была вспышка марбургской геморрагической лихорадки. Район Итури был центром Итурийского конфликта.

## Национальный состав
На территории провинции проживает этическая группа мболе.